# Jurij Natarov
Jurij Olegovič Natarov (in kazako Юрий Олегович Натаров?; Talǧar, 28 dicembre 1996) è un ex ciclista su strada kazako, professionista dal 2019 al 2023.

## Palmarès

### Strada
- 2014 (Juniores)

Campionati kazaki, Prova a cronometro Juniores
- 2019 (Astana Pro Team, una vittoria)

Classifica generale Tour of Almaty
- 2022 (Astana Qazaqstan Team, una vittoria)

Campionati kazaki, Prova a cronometro Elite

#### Altri successi
- 2019 (Astana Pro Team)

Campionati asiatici, Cronosquadre
- 2022 (Astana Pro Team)

Campionati asiatici, Cronosquadre

## Piazzamenti

### Grandi Giri
- Vuelta a España

2021: 91º

### Competizioni mondiali
- Campionati del mondo

Ponferrada 2014 - Cronometro Junior: 38º
Doha 2016 - Cronometro Under-23: 50º
Bergen 2017 - Cronometro Under-23: 14º
Bergen 2017 - In linea Under-23: 51º
Yorkshire 2019 - In linea Elite: ritirato
Imola 2020 - In linea Elite: 74º
Fiandre 2021 - In linea Elite: ritirato
Wollongong 2022 - In linea Elite: ritirato
Wollongong 2022 - Cronometro Elite: 32º

### Competizioni asiatiche
- Campionati asiatici

Manama 2017 - Cronometro Under-23: 3º
Manama 2017 - In linea Under-23: 21º
Gazalkent 2019 - Cronosquadre: vincitore
Dushanbe 2022 - In linea Under-23: 11º
Dushanbe 2022 - Cronosquadre: vincitore